# Dalbergieae
Dalbergieae ist eine Tribus in der Unterfamilie der Schmetterlingsblütler (Faboideae) innerhalb der Familie der Hülsenfrüchtler (Fabaceae). Ihre etwa 1355 Arten sind fast weltweit verbreitet, dabei liegt der Schwerpunkt in den Tropen.

## Beschreibung

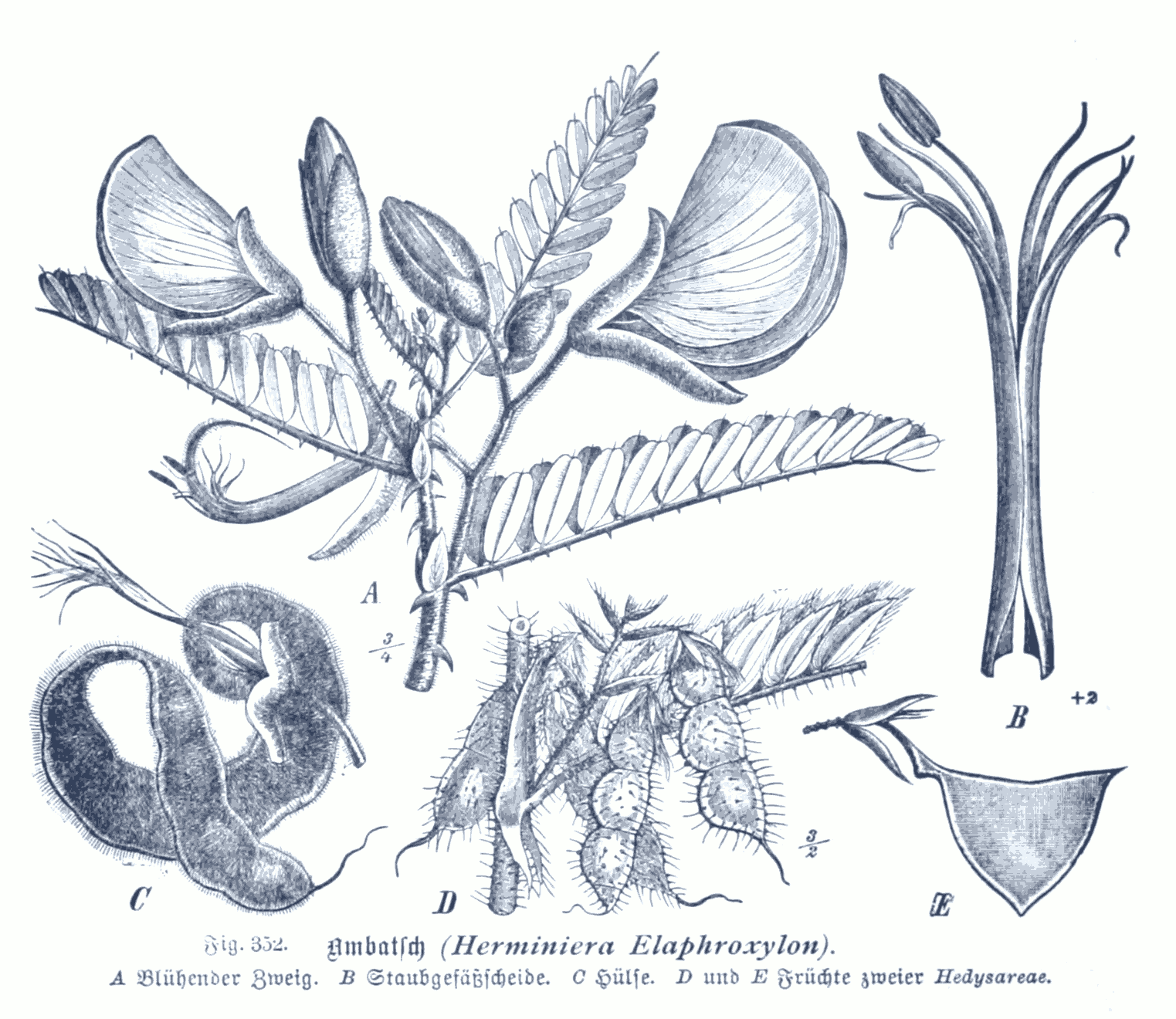
Illustration von Aeschynomene elaphroxylon

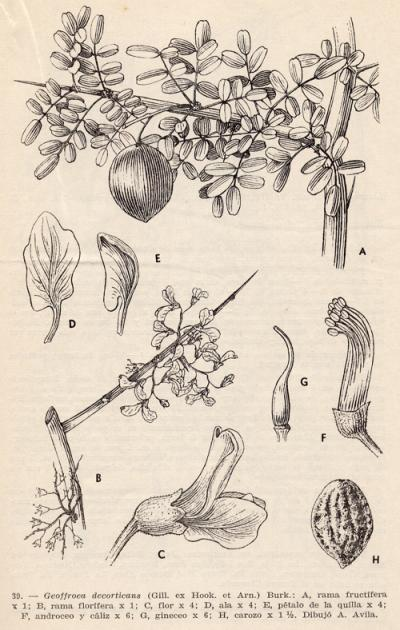
Illustration von Geoffroea decorticans

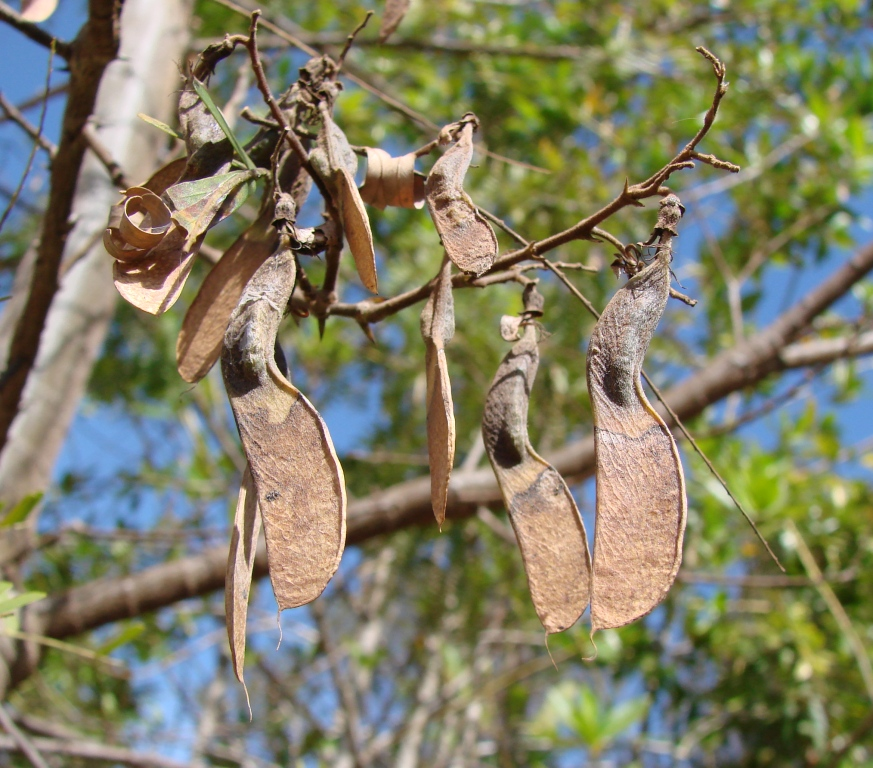
Hülsenfrüchte von Machaerium hirtum

### Erscheinungsbild und Blätter
Es handelt sich um einjährige bis ausdauernde krautige Pflanzen, Halbsträucher, Sträucher, Bäume oder Lianen.
Die wechselständig angeordneten Laubblätter sind in Blattstiel und Blattspreite gegliedert. Die Blattspreite ist paarig oder unpaarig gefiedert. Die selten nur ein bis zwei, meist fünf bis viele Paare Fiederblättchen stehen an der Blattrhachis gegen- oder wechselständig. Manchmal ist nur ein Fiederblatt vorhanden (beispielsweise Inocarpus). Es sind oft Nebenblätter, aber seltener Nebenblättchen der Fiederblättchen vorhanden.

### Blütenstände und Blüten
Die Blüten stehen einzeln in den Blattachseln oder zu mehreren bis vielen in seiten- oder endständigen, sehr unterschiedlich aufgebauten Blütenstände zusammen. Die Trag- und Deckblätter sind klein und schnell vergänglich oder groß und haltbar.
Die zwittrigen Blüten sind zygomorph sind fünfzählig mit doppelter Blütenhülle (Perianth). Die fünf Kelchblätter sind verwachsen. Die Blütenkrone hat den typischen Aufbau der Schmetterlingsblütler. Die Staubfäden der neun oder aller zehn Staubblätter sind untereinander verwachsen; es gibt auch Arten, bei denen jeweils fünf miteinander zu zwei Bündeln verwachsen sind. Die Staubbeutel sind alle gleich oder verschieden. Das einzige oberständige Fruchtblatt enthält ein bis einige Samenanlagen.

### Früchte und Samen
Die gegliederten oder ungegliederten, abgeflachten bis dünnen, geraden bis gekrümmten Hülsenfrüchte können Flügel besitzen. Manchmal ist die Frucht steinfruchtartig (beispielsweise Geoffroea, Inocarpus). Die kugelig oder nierenförmigen Samen besitzen ein kleines Hilum. Manchmal dienen die ungeöffneten Hülsenfrüchte als Diasporen und durch den Wind ausgebreitet.

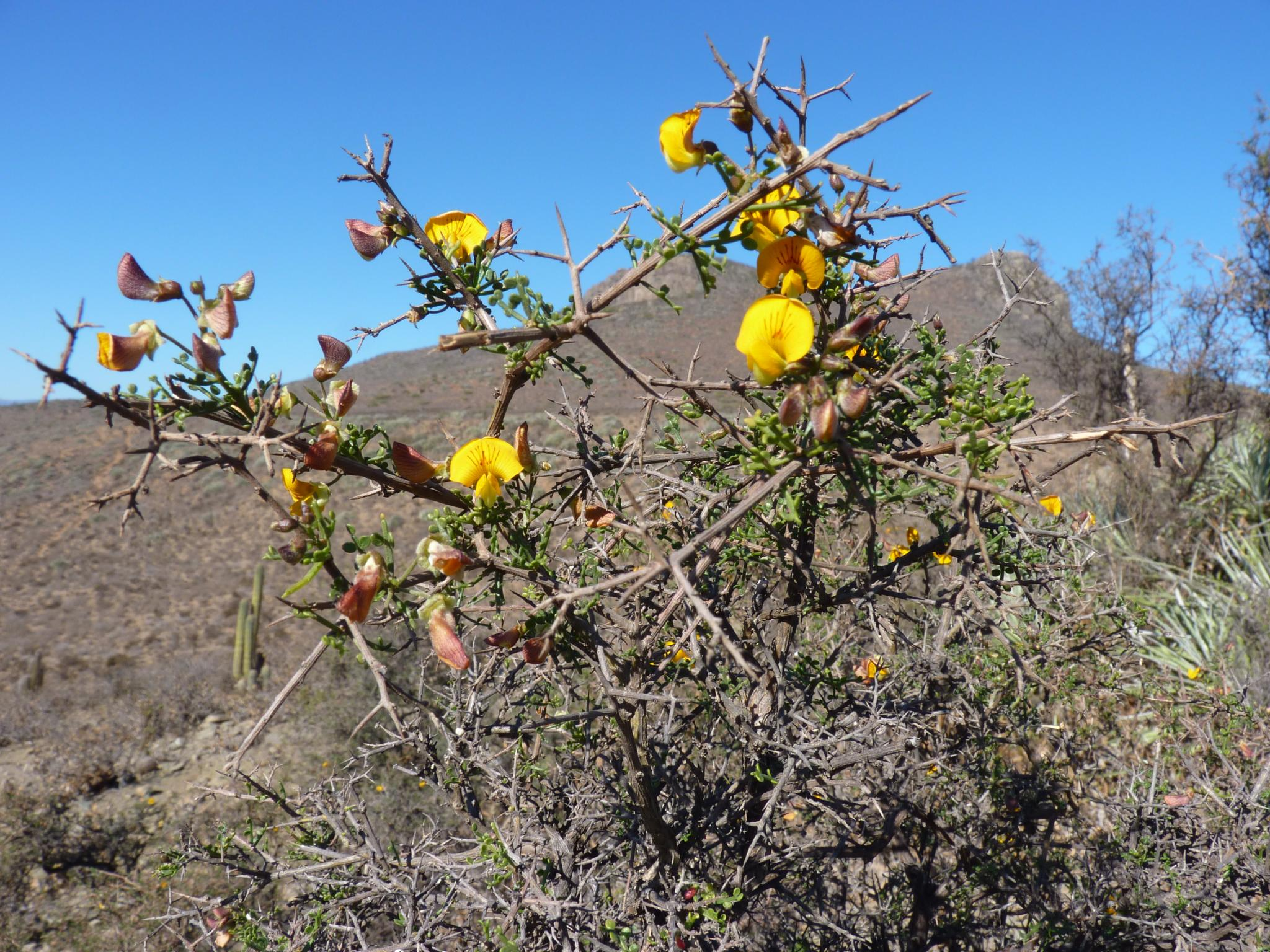
Habitus, Laubblätter und Blüten von Adesmia microphylla

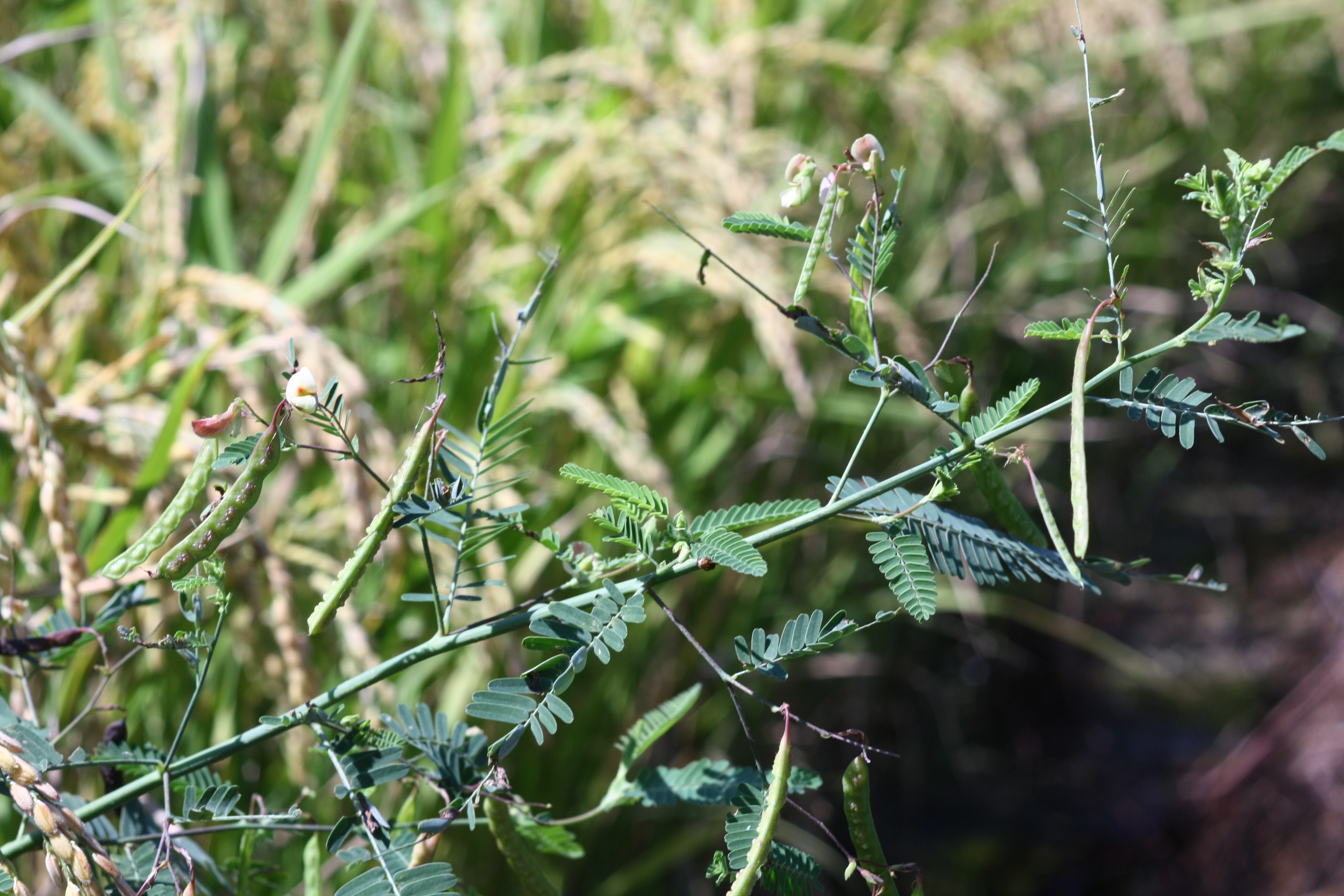
Zweig von Aeschynomene indica mit gefiederten Laubblättern und Hülsenfrüchten

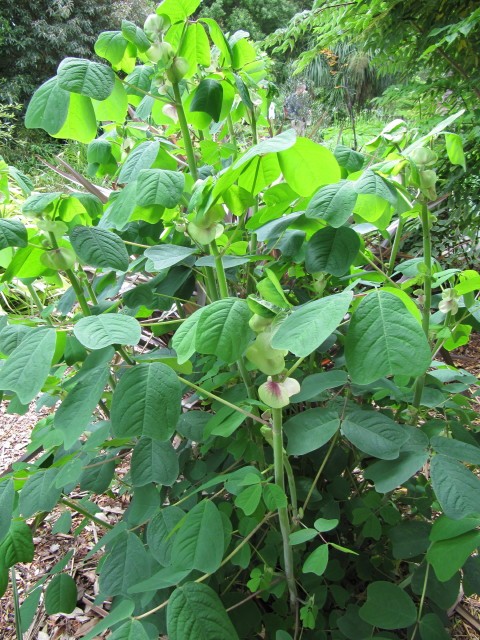
Habitus, Laubblätter und Blüten von Amicia zygomeris

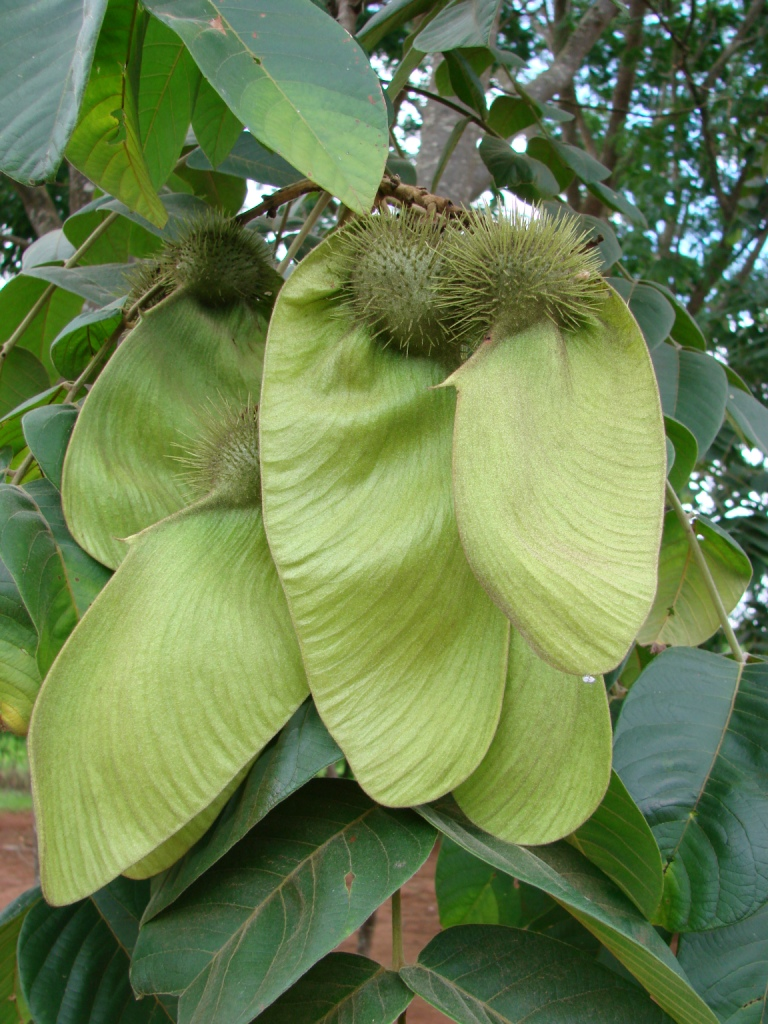
Flugfähige Früchte von Centrolobium tomentosum

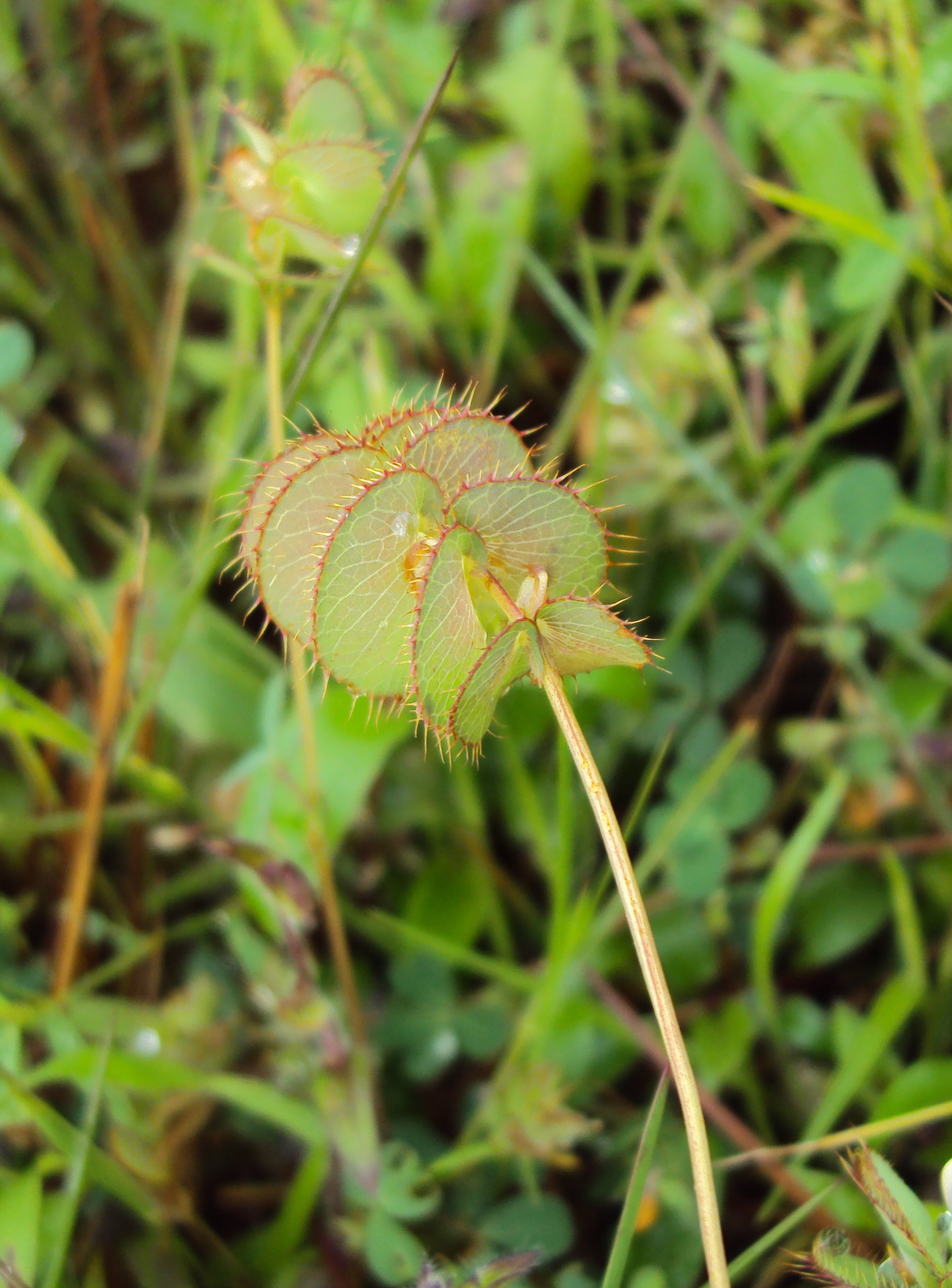
Blütenstand von Geissaspis cristata

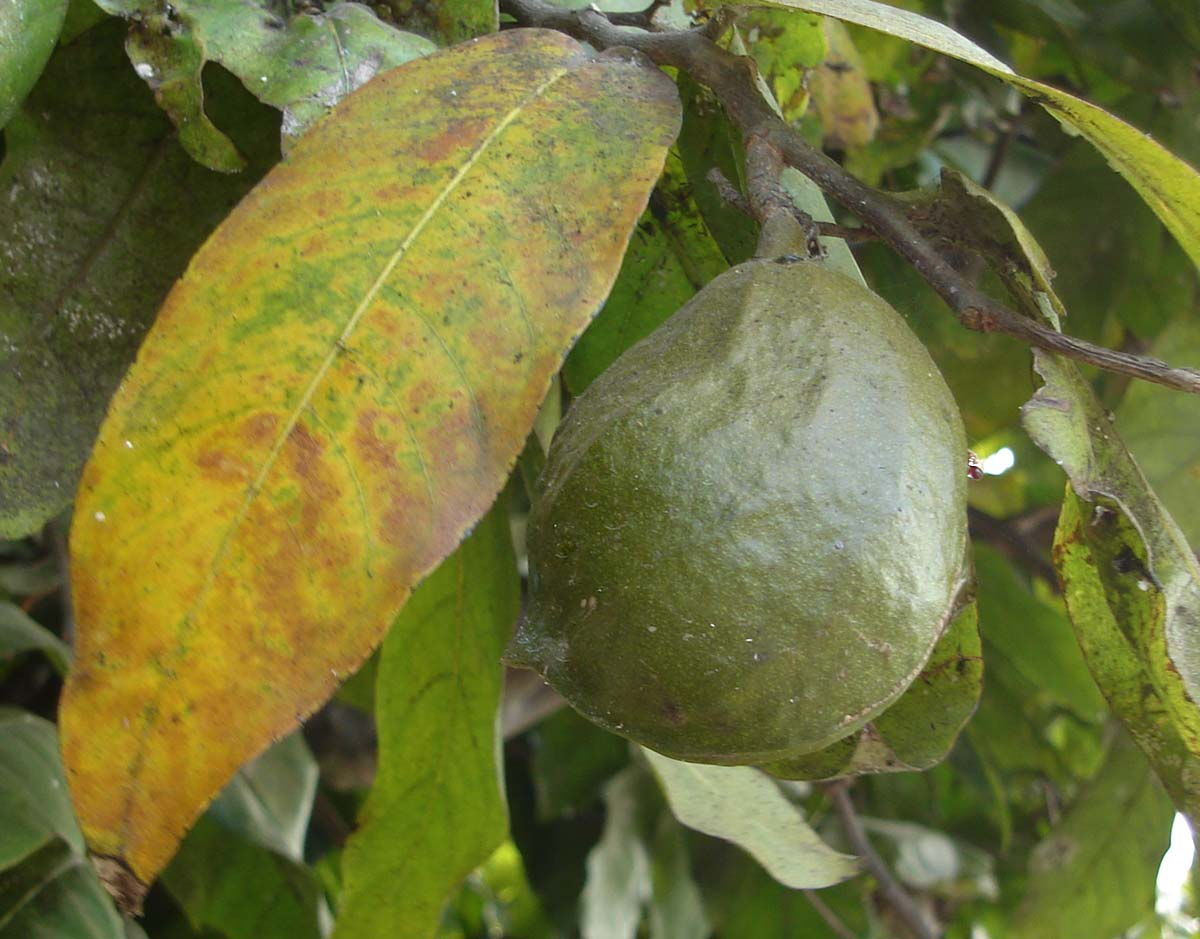
Laubblatt und Frucht von Inocarpus fagifer

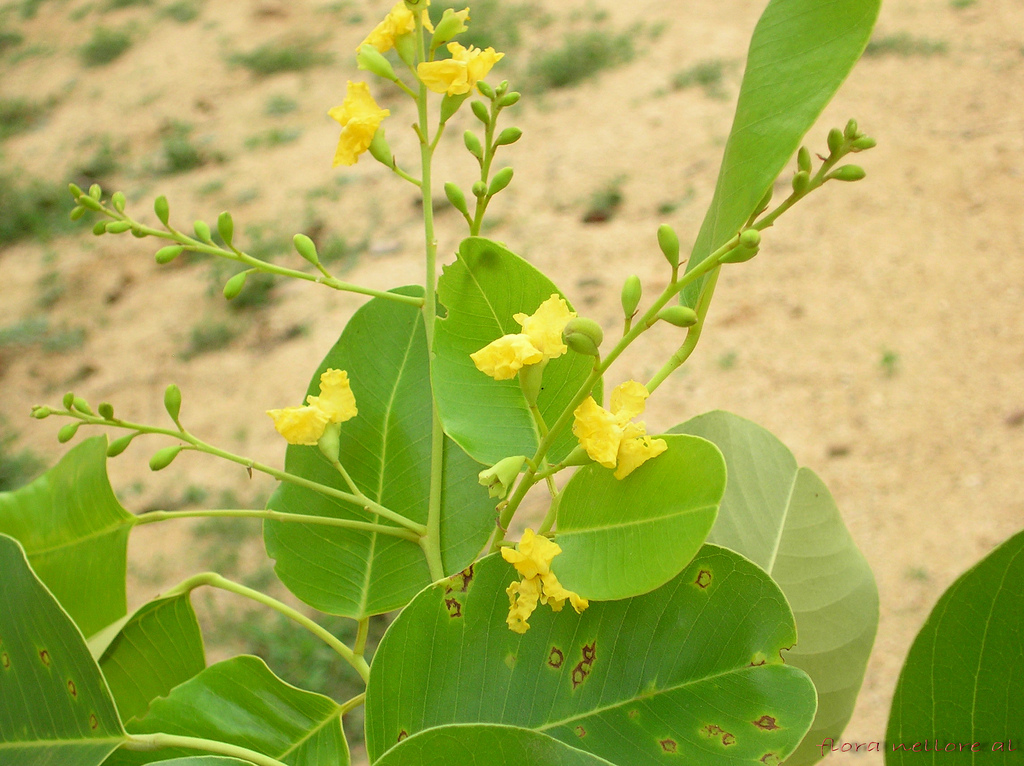
Laubblätter und Blütenstand von Pterocarpus santalinus

## Systematik und Verbreitung
Die Tribus Dalbergieae wurde 1825 durch Heinrich Georg Bronn in Augustin-Pyrame de Candolle: Prodromus systematis naturalis regni vegetabilis, 2, S. 414 aufgestellt. Typusgattung ist Dalbergia L.f. Synonyme für Dalbergieae  Bronn ex DC. sind: Adesmieae Polhill, Aeschynomeneae Rudd, Desmodieae subtribe Bryinae Ohashi, Polhill & Schubert.
Die Tribus Dalbergieae kann in drei Kladen gegliedert werden und enthält etwa 49 Gattungen mit etwa 1355 Arten:
- Adesmia-Klade:
  - Adesmia DC.: Die 215 bis 240 Arten sind in Südamerika verbreitet.
  - Amicia Kunth: Die etwa sieben Arten sind in der Neotropis verbreitet.
  - Chaetocalyx DC.: Die etwa 13 Arten sind in der Neotropis verbreitet.
  - Nissolia Jacq.: Die etwa 14 Arten sind in der Neotropis verbreitet.
  - Poiretia Vent.: Die etwa elf Arten sind in der Neotropis verbreitet.
  - Zornia J.F.Gmel.: Die etwa 75 Arten sind fast in tropischen bis gemäßigten Gebieten verbreitet.[4] Das Zentrum der Artenvielfalt liegt mit 35 Arten in Südamerika.

- Dalbergia-Klade:
  - Aeschynomene L.: Die etwa 150 Arten kommen fast weltweit in den Tropen und Subtropen vor.[4]
  - Bryaspis P.A.Duvign.: Die nur zwei Arten sind nur in Westafrika verbreitet.
  - Cyclocarpa Afzel. ex Urb.: Sie enthält nur eine Art:
    - Cyclocarpa stellaris Baker: Sie ist im tropischen Afrika, in Südostasien und Australien weitverbreitet.

  - Dalbergia L.f. (Amerimnon P.Browne, Ecastaphyllum P.Browne, Hecastophyllum Kunth, Trioptolemea Mart. ex Benth.): Sie enthält 100 bis 120 oder bis zu 300 Arten, die fast weltweit in den Tropen und Subtropen vorkommen. Die meisten Arten gibt es in der Paläotropis mit 60 bis 70 Arten in Afrika, 43 Arten in Madagaskar, etwa 80 Arten in Asien, davon 33 in Indien und 44 in Indochina. Nur zwei Arten erreichen Australien. In der Neotropis gibt es 60 bis 70 Arten.
  - Diphysa Jacq.: Die 15 bis 18 Arten sind in der Neotropis verbreitet.
  - Geissaspis Wight & Arn.: Die drei oder vier Arten kommen im tropischen, südlichen Asien sowie Südostasien und auch in Afrika vor.
  - Humularia P.A.Duvign.: Die etwa 33 Arten sind in Afrika verbreitet.
  - Kotschya Endl.: Die etwa 30 Arten sind im tropischen Afrika verbreitet.
  - Machaerium Pers.: Die 130 bis 154 Arten sind in der Neotropis verbreitet; eine Art kommt auch an den Küsten Westafrikas vor.
    - Machaerium scleroxylon Tul.: Nördliches Argentinien, Paraguay, Bolivien, südliches und mittleres bis östliches Brasilien.

  - Ormocarpopsis R.Vig.: Die etwa sechs Arten sind nur auf Madagaskar verbreitet.
  - Ormocarpum P.Beauv. (Syn.: Diphaca Lour.): Die etwa 20 Arten sind in der Paläotropis verbreitet.
  - Peltiera Du Puy & Labat: Es gab zwei Arten in Madagaskar:
    - Peltiera alaotrensis Du Puy & Labat: Sie ist wohl ausgestorben.
    - Peltiera nitida Du Puy & Labat: Sie ist wohl ausgestorben.

  - Pictetia DC.: Die etwa acht Arten kommen auf den Großen Antillen auf Kuba, Hispaniola sowie Puerto Rico und auf den Jungferninseln vor. Darunter:
    - Pictetia aculeata (Vahl) Urb.: Haiti, Dominikanische Republik, Puerto Rico bis auf die Jungferninseln.

  - Smithia Aiton (Syn.: Damapana Adans.): Die etwa 20 Arten sind in den Tropen Asiens sowie Afrikas verbreitet.[4]
  - Soemmeringia Mart.: Sie enthält nur eine Art:
    - Soemmeringia semperflorens Mart.: Sie kommt in Südamerika vor.

  - Weberbauerella Ulbr.: Die nur zwei Arten kommen in der Neotropis vor.
  - Zygocarpum Thulin & Lavin (manchmal in Ormocarpum): Die etwa 20 Arten kommen nur am Horn von Afrika, am südlichen Ende der Arabischen Halbinsel und auf Sokotra vor,[5]

- Pterocarpus-Klade:
  - Acosmium Schott: Die nur drei Arten kommen in Südamerika vor.
  - Erdnüsse (Arachis L.): Die etwa 80 Arten sind in der Neotropis weitverbreitet.
  - Brya P.Browne: Die etwa sechs Arten sind nur auf Karibischen Inseln beheimatet. Eine Art ist in einigen Gebieten der Welt ein Neophyt.
  - Cascaronia Griseb.: Sie enthält nur eine Art:
    - Cascaronia astragalina Griseb.: Sie kommt nur in Argentinien und Bolivien vor.

  - Centrolobium Mart. ex Benth.: Die etwa sieben Arten sind in Südamerika verbreitet.
  - Chapmannia Torr. & A.Gray: Sie enthält nur eine Art (vielleicht drei Arten):
    - Chapmannia floridana Torr. & A.Gray: Sie kommt nur in Florida vor.

  - Cranocarpus Benth.: Die nur drei Arten kommen in Brasilien vor.
  - Discolobium Benth.: Es gibt etwa acht Arten.
  - Etaballia Benth.: Sie enthält nur eine Art:
    - Etaballia dubia (Kunth) Rudd: Sie kommt in Venezuela, Guyana und den brasilianischen Bundesstaaten Amazonas sowie Para vor.

  - Fiebrigiella Harms: Sie enthält nur eine Art:
    - Fiebrigiella gracilis Harms: Sie kommt in Bolivien, Ecuador und Peru vor.

  - Fissicalyx Benth.: Sie enthält nur eine Art:
    - Fissicalyx fendleri Benth.: Sie ist in Venezuela sowie vielleicht Guyana und Panama beheimatet, sie ist den brasilianischen Bundesstaaten Amazonas sowie Roraima ein Neophyt.

  - Geoffroea Jacq.: Die nur zwei Arten sind in Südamerika weitverbreitet und eine davon kommt auch auf den Galápagos-Inseln vor.
    - Geoffroea decorticans (Gillies ex Hook. & Arn.) Burkart: Aus Argentinien, Paraguay, Uruguay, Bolivien, dem mittleren bis nördlichen Chile und Peru.

  - Grazielodendron H.C.Lima: Sie enthält nur eine Art:
    - Grazielodendron rio-docensis H.C.Lima: Sie kommt nur im brasilianischen Bundesstaat Espirito Santo vor.

  - Inocarpus J.R.Forst. & G.Forst.: Die nur zwei Arten kommen in Indonesien, Irian Jaya, Java, Kleinen Sundainseln, Malaysia, auf den Philippinen, Sulawesi, Sumatra, Queensland, Kalimantan, Papua-Neuguinea, den Weihnachtsinseln, Mauritius, Reunion, auf dem Bismarck-Archipel, Fiji, den Gilbertinseln, Marshallinseln, Niue, Nördlichen Marianen, Gesellschafts-Inseln und den Molukken vor.
  - Maraniona C.E.Hughes et al.: Sie enthält nur eine Art:
    - Maraniona lavinii C.E.Hughes, G.P.Lewis, Daza & Reynel: Dieser Endemit wurde 2004 neu beschrieben. Er gedeiht nur in Höhenlagen zwischen 1400 und 1600 Meter in trockenen laubabwerfenden tropischen Wäldern und Dornbusch-Wäldern auf steilen felsigen Hängen über dem Rio Marañon im nördlichen Peru.[6]

  - Paramachaerium Ducke: Die etwa fünf Arten sind im Amazonas-Raum in Peru, Brasilien sowie in den Guyanas verbreitet und reiche bis Panama.
  - Platymiscium Vogel: Es gibt etwa 19 Arten sind in der Neotropis verbreitet.
  - Platypodium Vogel: Die nur zwei Arten kommen in der Neotropis vor.
  - Pterocarpus Jacq.: Die etwa 35 (25 bis 50) kommen weltweit in den Tropen vor.
  - Ramorinoa Speg.: Sie enthält nur eine Art:
    - Ramorinoa girolae Speg.: Sie kommt nur in Argentinien vor.

  - Riedeliella Harms: Die nur drei Arten kommen im östlichen sowie südöstlichen Brasilien und in Paraguay vor.
  - Stylosanthes Sw.: Die etwa 25 Arten sind in der Neotropis und in tropischen sowie subtropischen Gebieten Afrikas und Asiens verbreitet.[4]
  - Tipuana (Benth.) Benth.: Sie enthält nur eine Art:
    - Tipuana tipu (Benth.) Kuntze: Sie gedeiht nur in trockenen tropischen Wäldern in Bolivien, im südlichen Brasilien und nördlichen Argentinien sowie in Uruguay.[6]

- Einige nah verwandte Gattungen, die bis 2001 zur Tribus Dalbergieae gestellt wurden, sind etwa gleich nah mit den Gattungen der Tribus Sophoreae wie der Tribus Dalbergieae verwandt und deshalb derzeit in keiner Tribus eingeordnet:
  - Andira Juss.: Die etwa 29 Arten sind in der Neotropis verbreitet, nur eine kommt in Afrika vor.
  - Hymenolobium Benth.: Es gibt etwa 13 Arten.
  - Vatairea Aubl.: Es gibt etwa acht Arten.
  - Vataireopsis Ducke: Die etwa vier Arten kommen in Brasilien, Französisch-Guayana und Surinam vor.

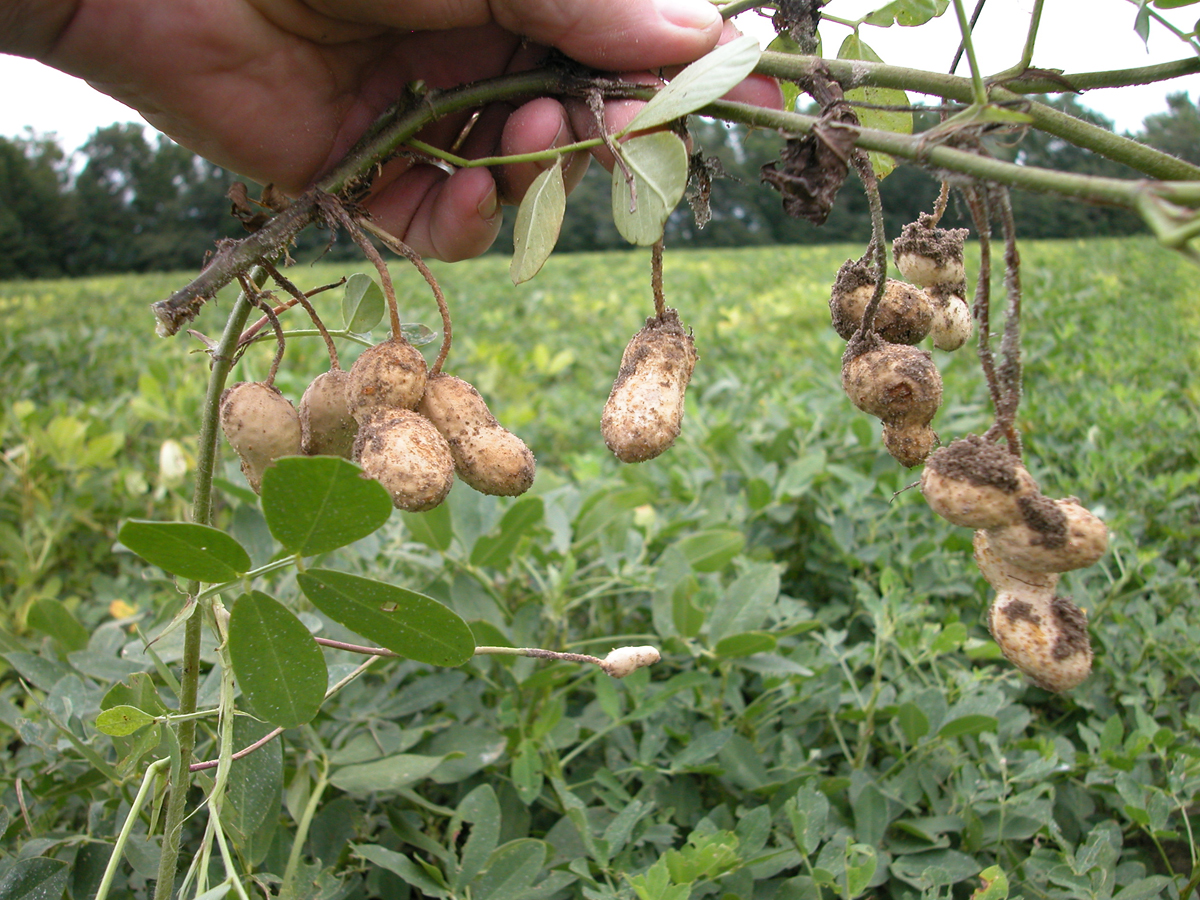
Frisch geerntete Erdnussfrüchte

## Nutzung
Beispielsweise von der Erdnuss (Arachis hypogaea) werden die Samen gegessen. Das Holz wird beispielsweise von Arten der Gattungen Dalbergia, Machaerium, Platymiscium, Pterocarpus genutzt.